# Pinewood (Caroline du Sud)
Pour les articles homonymes, voir Pinewood.
La ville de Pinewood est située dans le comté de Sumter, dans l’État de Caroline du Sud, aux États-Unis. Elle comptait 459 habitants lors du recensement de 2000.

## Source
- (en) Cet article est partiellement ou en totalité issu de l’article de Wikipédia en anglais intitulé « Pinewood, South Carolina » (voir la liste des auteurs).